# باري تورنر
باري تورنر هو سياسي كندي، ولد في 11 أبريل 1946 في أوتاوا في كندا. حزبياً، نشط في الحزب الكندي التقدمي المحافظ. وقد انتخب عضو مجلس العموم الكندي.